# أخضر

الألوان الرئيسية

اللون الأخضر هو لون له عدة تدرجات مختلفةِ، كلها تترواح بين أطوال موجية 520 -570 نانومتر.
وهو اللون المُكمل للون القرمزي.
المصاب بعمى الألوان الـ (أخضرَ/ أحمرَ) يستطيع تمييزَ اللونين ولكن يشوشها ألوانِ أخرى؛ على سبيل المثال: أخضر لامع بالأصفر؛ الأخضر المُظلم بالأسمرِ.

## تأثير اللون الأخضر على الإنسان
يقول عالم النفس أردتشام: تأثير اللون في الإنسان بعيد الغور، وقد أجريت تجارب عدة بينت أن اللون يشعر بالبرودة أو الحرارة أو يشعر بالسرور والكآبة بل يؤثر في شخصية الإنسان ونظرته للحياة.
وبسبب تأثير اللون في أعماق النفس الإنسانية فقد أصبحت المستشفيات تستدعي الأخصائيين لاقتراح لون الجدران الذي يساعد أكثر في شفاء المرضى وكذلك الملابس ذات الألوان المناسبة وقد بينت التجارب أن اللون الأصفر يبعث النشاط في الجهاز العصبي أما الأرجواني فيدعو إلى الاستقرار واللون الأزرق يشعر الإنسان بالبرودة عكس الأحمر الذي يشعر بالدفء ووصل العلماء إلى أن اللون الذي يبعث السعادة وحب الحياة والبهجة هو اللون الأخضر
لذلك أصبح اللون المفضل في غرف العمليات الجراحية وغرف الممرضين والممرضات. ومن الطريف ذكر التجربة التي تمت في لندن على جسر (بلاك فرايار)الذي يعرف بجسر الانتحار لأن أغْلَب حوادث الانتحار تتم فوقه حيت تم تغيير لونه الأغبر القاتم إلى اللون الأخضر الجميل مما سبب انخفاض حوادت الانتحار بشكل ملحوظ...واللون الأخضر يريح البصر ذلك لأن الساحة البصرية له اصغر من الساحات البصرية لباقي الألوان..كما أن طول موجته وسطي فليست بالطويله كاللون الأحمر ولا بالقصيرة كالأزرق.

## اللون الأخضر حولنا

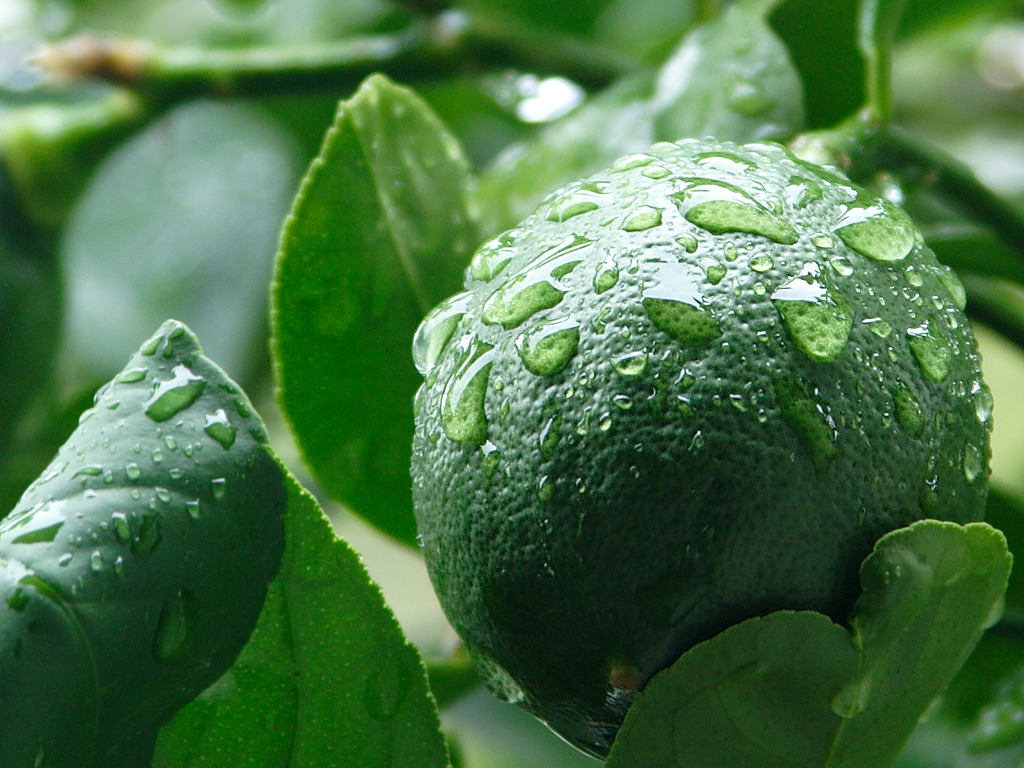
اليخضور مصدر الأخضر في النبات
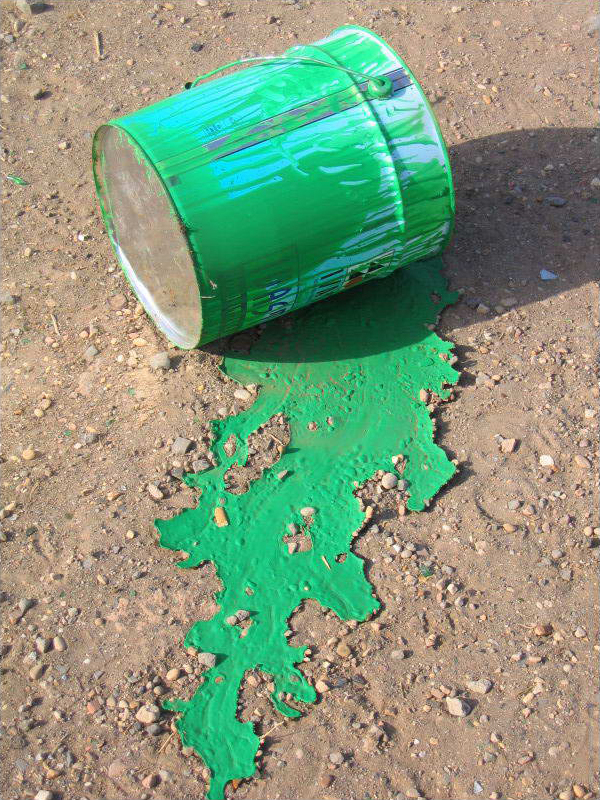
طلاء أخضر
علم ليبيا السابق
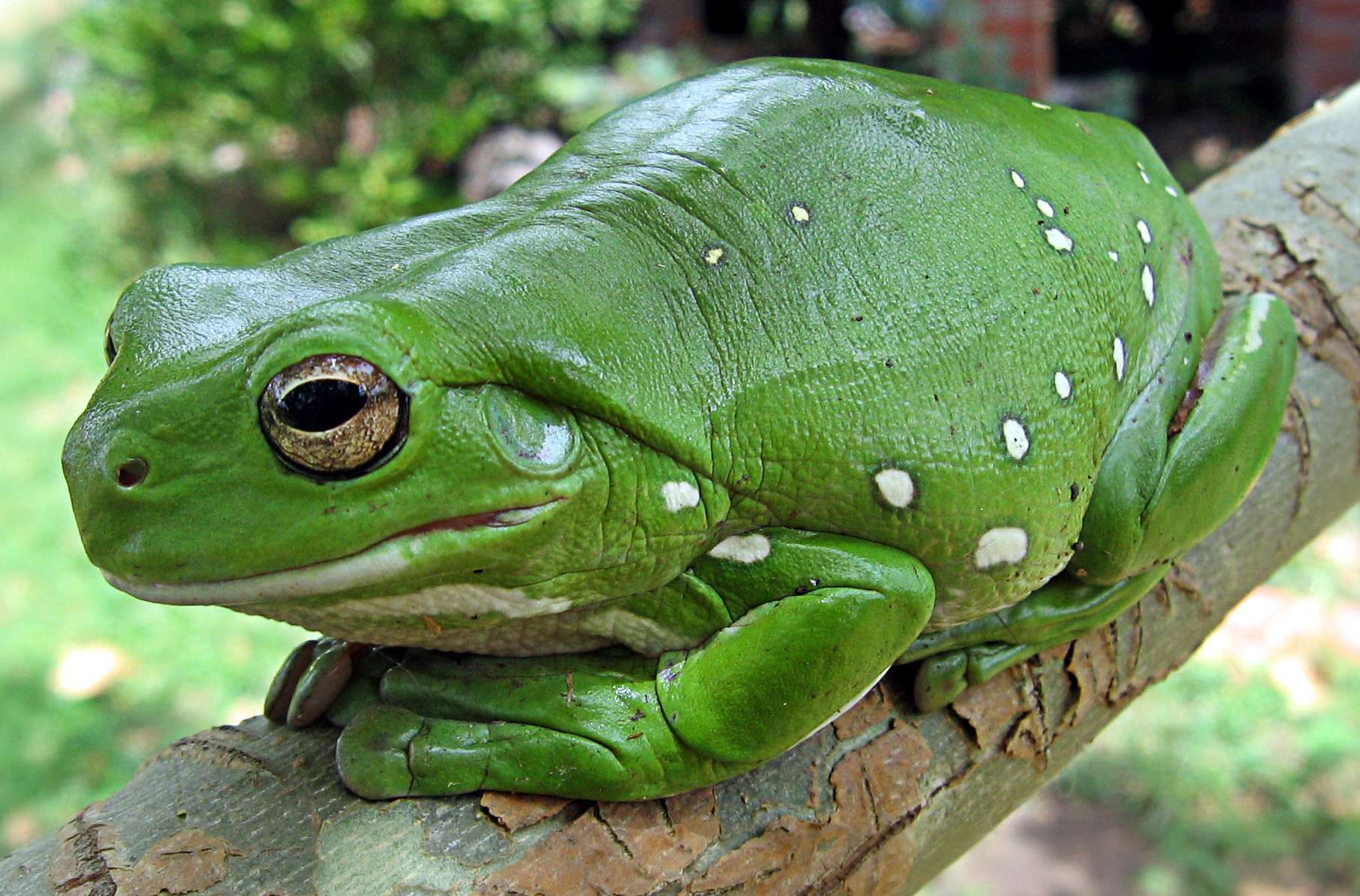
ضفدع
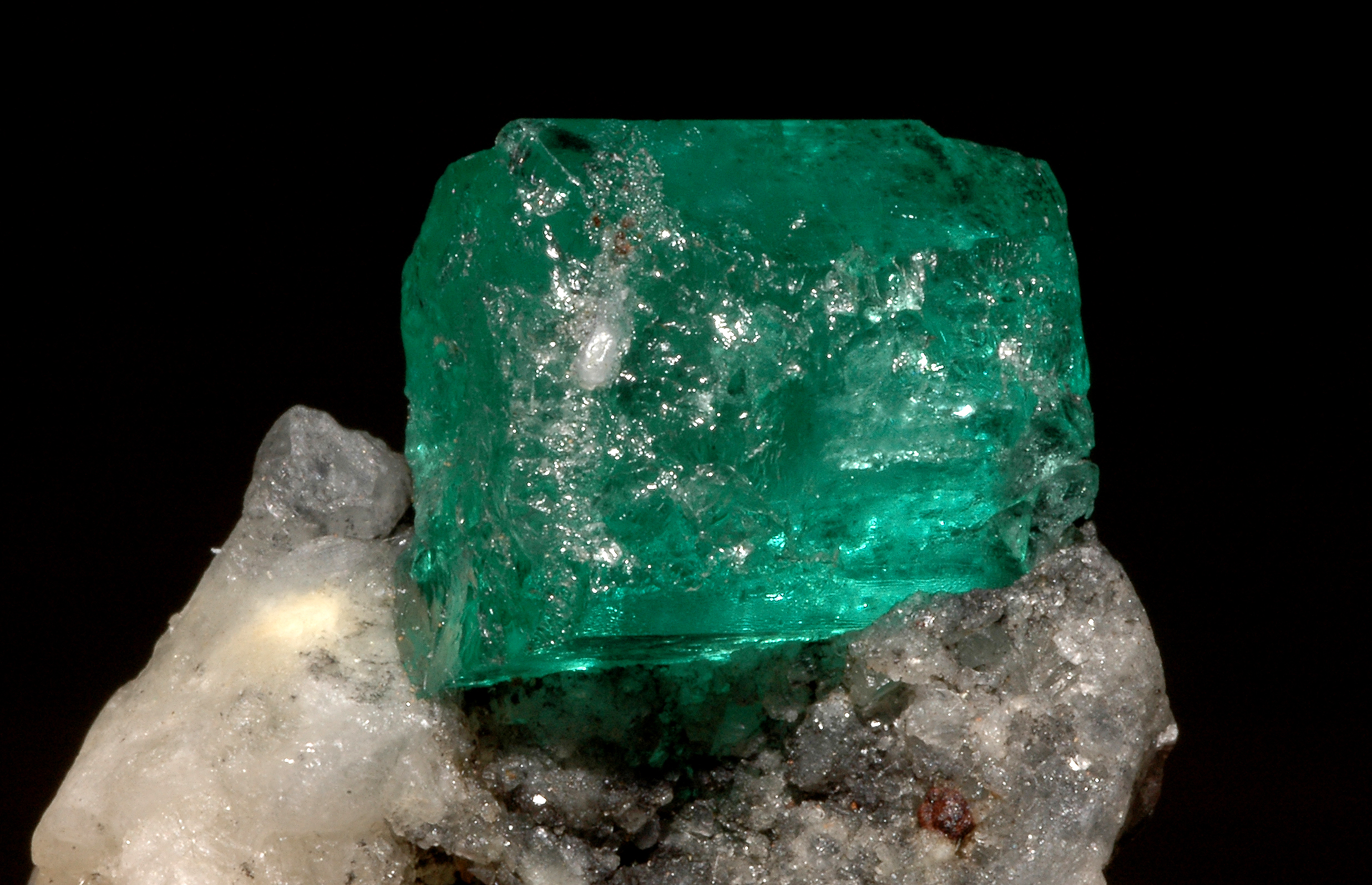
زمرد
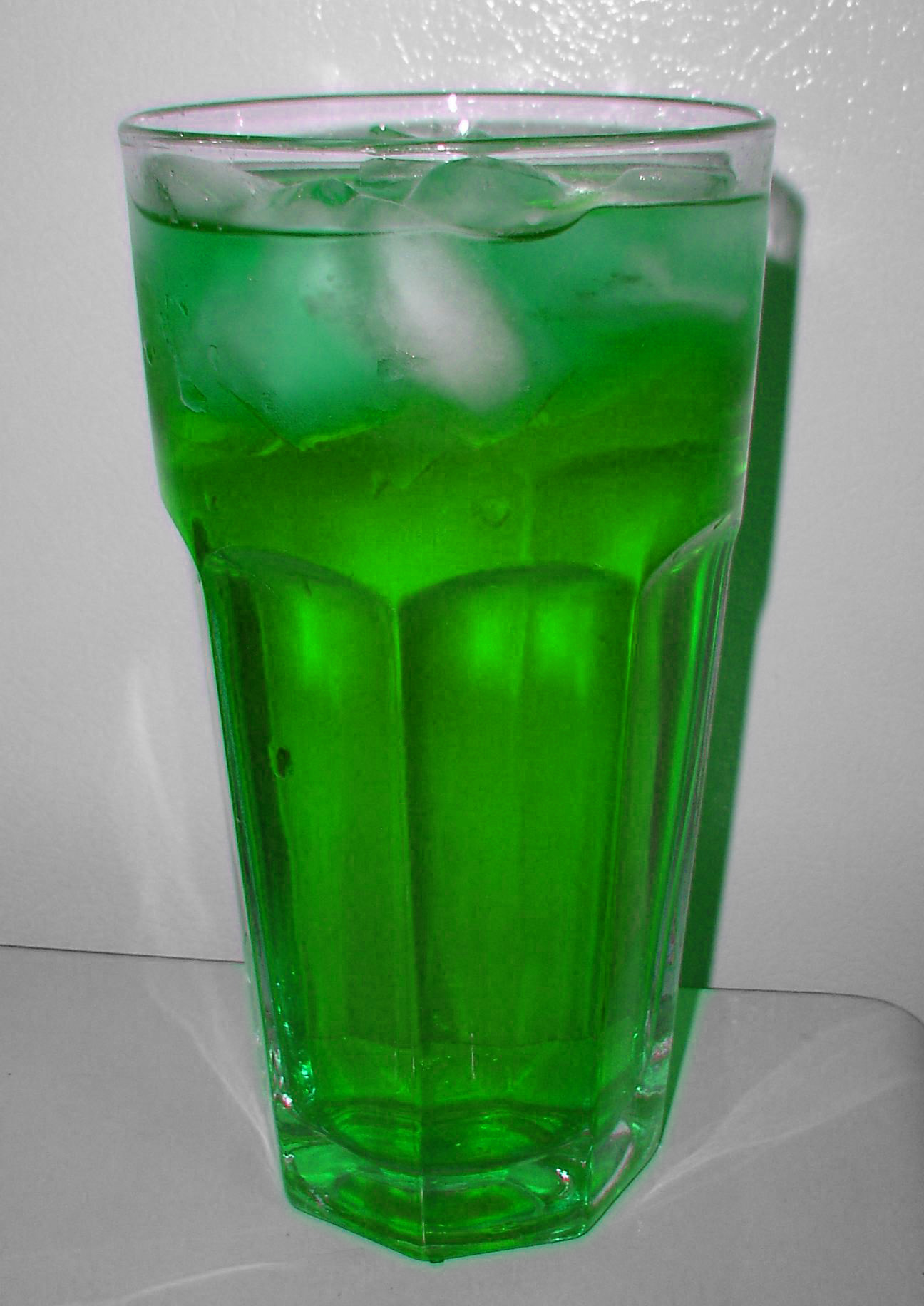
منقوع النعناع
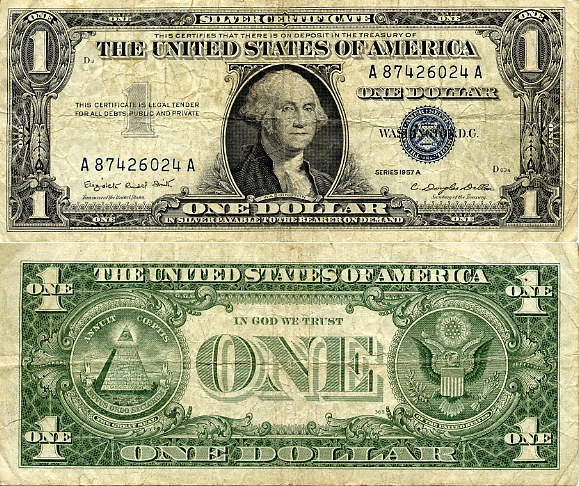
ورقة واحد دولار أمريكي الخضراء

## درجات اللون الأخضر
| HTML name          | نظام عد ستة عشري code R G B | Decimal code R G B |
| ------------------ | --------------------------- | ------------------ |
| درجات اللون الأخضر |                             |                    |
| GreenYellow        | AD FF 2F                    | 173 255 47         |
| Chartreuse         | 7F FF 00                    | 127 255 0          |
| LawnGreen          | 7C FC 00                    | 124 252 0          |
| Lime               | 00 FF 00                    | 0 255 0            |
| LimeGreen          | 32 CD 32                    | 50 205 50          |
| PaleGreen          | 98 FB 98                    | 152 251 152        |
| LightGreen         | 90 EE 90                    | 144 238 144        |
| MediumSpringGreen  | 00 FA 9A                    | 0 250 154          |
| SpringGreen        | 00 FF 7F                    | 0 255 127          |
| MediumSeaGreen     | 3C B3 71                    | 60 179 113         |
| SeaGreen           | 2E 8B 57                    | 46 139 87          |
| ForestGreen        | 22 8B 22                    | 34 139 34          |
| Green              | 00 80 00                    | 0 128 0            |
| DarkGreen          | 00 64 00                    | 0 100 0            |
| YellowGreen        | 9A CD 32                    | 154 205 50         |
| OliveDrab          | 6B 8E 23                    | 107 142 35         |
| Olive              | 80 80 00                    | 128 128 0          |
| DarkOliveGreen     | 55 6B 2F                    | 85 107 47          |
| MediumAquamarine   | 66 CD AA                    | 102 205 170        |
| DarkSeaGreen       | 8F BC 8F                    | 143 188 143        |
| LightSeaGreen      | 20 B2 AA                    | 32 178 170         |
| DarkCyan           | 00 8B 8B                    | 0 139 139          |
| Teal               | 00 80 80                    | 0 128 128          |

## اللون الأخضر في الطبيعة

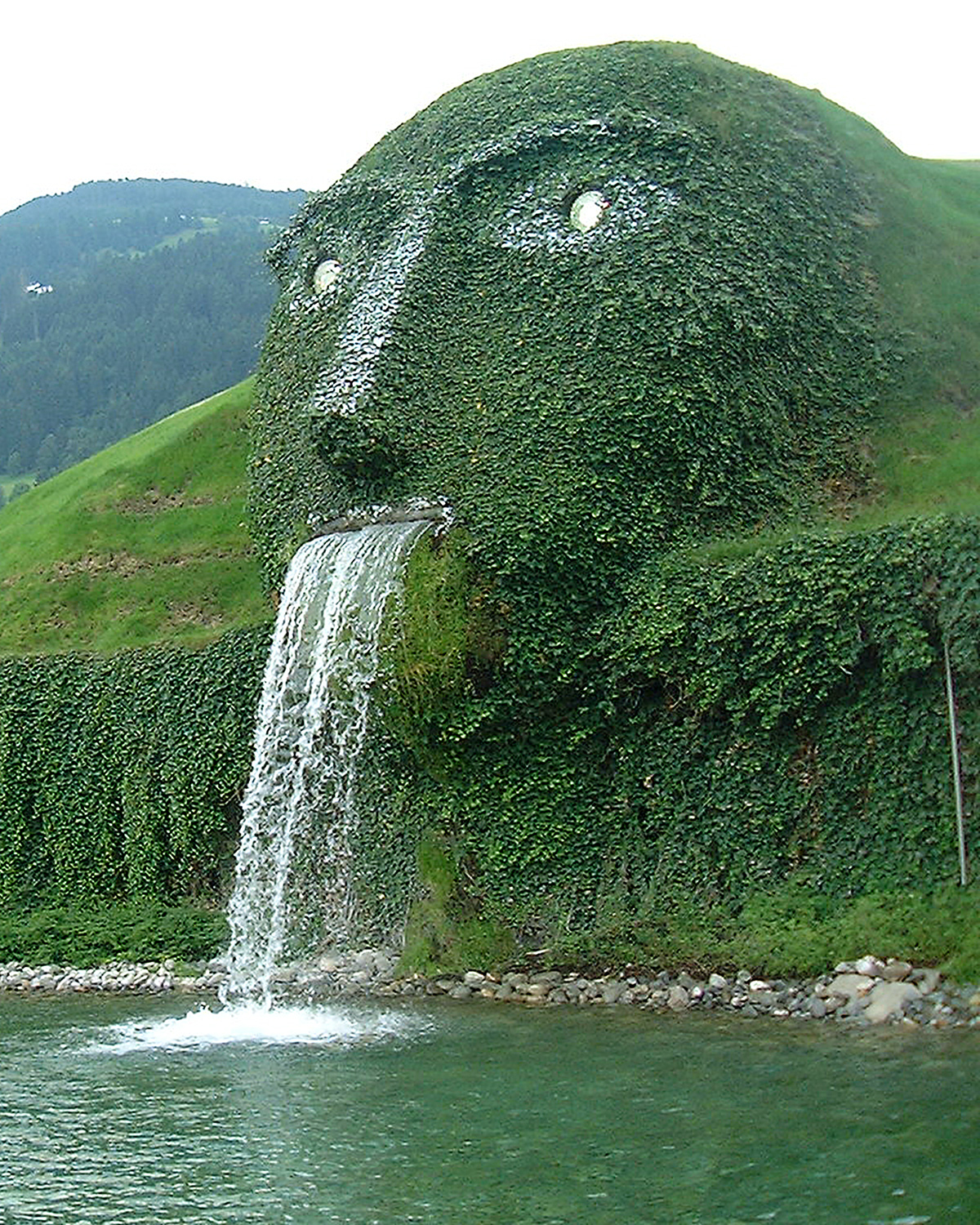
اللون الأخضر في الطبيعة

الأخضر موجود في الطبيعةِ بشكل أساسي حتى أنه يعتبر اللون المُعبّر عن الطبيعة.
نراه بشكل خاص في النباتات بسبب وجود اليخضور الذي هو العامل الأساسي (في وجود الضوء) لحدوث عملية التمثيل الضوئى الغذائي للنباتات.
و هناك أيضاً بعض الحيوانات الخضراء، مثل: بعض أنواع من الضفادع، بعض السحالي والبرمائيات، بعض الأفاعي والثعابين، بعض الطيور مثل الببغاوات، يرقات بعض الحشرات مثل: أفراس النبي.

## اللون الأخضر في الثقافة الإنسانية

### في ثقافات الشعوب
- كانت ليبيا قبل الثورة تعتبر أن اللون الأخضر هو اللون الرسمي للبلاد. فالعلم الليبي هو عبارة عن راية من اللون الأخضر الخام وقد ألف الزعيم الليبي معمر القذافي كتاباً أطلق عليه «الكتاب الأخضر» لإيمانه بأن اللون الأخضر هو مبعث الحياة.
- الأخضر هو رمز إيرلندا، وإيرلندا غالبا ما يشار إليها باسم جزيرة الزمرد.
- الأخضر أيضا بمثابة رمز للغة الإسبرانتو؛ حيث يتلوّن علم الاسبرانتو باللون الأخضر مع وجود نجم أخضر.
- في الصين القديمة كان الأخضر يرمز إلى الشرق والغابات واعتبر من الألوان الخمسة الرئيسية.
- في اليابان الأخضر يرمز إلى السلامة والترف. ولذلك فإن تعبير العربات الخضراء يعنى العربات الأوسع والمجهزة بشكل مترف في قطارات السكة الحديدية. كذلك فإن سيارات الطوارئ تُطلى باللون الأخضر كدلالة على السلامة.
- في الولايات المتحدة؛ الأخضر يرمز للمال حيث يستخدم ورق أخضر اللون لطباعة الدولار الأمريكي.
- في الستينات في الولايات المتحدة؛ كان ارتداء اللون الأخضر يوم الخميس يعتبر إشارة إلى الشذوذ أو المثلية الجنسية.
- يستخدم التعبير الدهان الأخضر للإشارة إلى تعاطى الماريجوانا (المخدر) في الولايات المتحدة وأوروبا.

### في الثقافة الدينية
- الأخضر هو اللون التقليدي للعِلم المقدس، كهنوت الكنيسة.
- كما أنه رمز ديني إذ أن جميع الأضرحة تتميز باللون الأخضر.
- الأخضر يعتبر اللون القومى لـ الإسلام، وفي القرآن؛ سورة الإنسان_ الآية (21):

{عَالِيَهُمْ ثِيَأبُ سُنْدُسٍ خُضْرٌ وَإِسْتَبْرَقٌ وَحُلُّوا أَسَأوِرَ مِنْ فِضَّةٍ وَسَقَاهُمْ رَبُّهُمْ شَرَأبًا طَهُورًا}.
- في العصور الوسطى الأخضر يمثل الشر أو الكائنات الشيطانيه (التنين) وأحيانا يرمز إلى الحب.

### في العلوم والطب
- اللون الأخضر هو المستخدم في نظارات نظام الرؤية الليلية للحصول على صورة قوية؛ لأن العين البشرية قادرة على تمييز درجات ظلال ’على من خلال ذلك اللون.
- وفي عالم الطب يرمز اللون الأخضر إلى الجراحة وغرف العمليات الجراحية، إذ أن اللون الأخضر هو لون ملابس الجراحين، واختيار اللون الأخضر في الجراحة يعود إلى عدم ظهور بقع الدم في اللباس الأخضر.

وحديثاً أجروا تجارب لاستخدام الألوان في علاج بعض الأمراض وذلك بجعل المريض يرتدى ثوباً من لون معين أو يجلس في غرفة حوائطها وفرشها من نفس هذا اللون ويقوم بتركيز نظره لفترة محددة عليه في الوقت الذي يحصر فيه ذهنه ويتأمل مكان الالم الذي يعانيه...
فكان مما اكتشفوه ان اللون الأخضر بالذات يقتل الجراثيم والبكتريا ويسكن الالام ويقاوم الإنهاك والشعور بالتعب فيشعر صاحبه بأريحية وسعادة ويشفى من الأمراض الميكروبية.

### في علم النفس
- اللون الأخضر مرتبط بمشاعر الحسد في بعض الثقافات.
- اللون الأخضر غالباً ما يرمز إلى الخير والأمل.
- في الفلسفات الحديثة يرمز اللون الأخضر إلى التشاكرا الرابعة «اناهاتا».

### في الاستخدام العملي
- في أسواق الأسهم في أمريكا الشمالية الأخضر يستخدم للدلالة على ارتفاع في أسعار الاسهم، بينما في شرق آسيا أسواق الاسهم يرمز اللون الأخضر للدلالة على انخفاض في أسعار الاسهم.
- ونظرا لقدرته على التمويه؛ الأخضر يستخدم عادة في الملابس العسكرية الموحدة خاصة في حالة وجود الجيش في المناطق التي تكثر فيها الغابات.
- الأخضر يُعتبر «لون جذاب» في عالم الأزياء.
- الأخضر يستخدم في إشارات المرور وإشارات السكك الحديدية والإشارات الملاحية كعلامة على التقدم أو الانطلاق.

### في الفنون
- يستخدم اللون الأخضر غالباً في رسوم الكاريكاتير للتعبير عن المرض.
- الأخضر مرتبط بالرسوم التي تصور الكائنات الفضائية أو المخلوقات الغريبة.
- من أشهر الشخصيات التي ابتكرها الفنانون هي شخصية «كيرميت الضفدع» الذي ارتبط دائماً باللون الأخضر.
- في الكوميديا الإلهية لدانتي؛ استخدم اللون الأخضر للرمز إلى قوى الأمل.